# Консульство СРСР у Львові

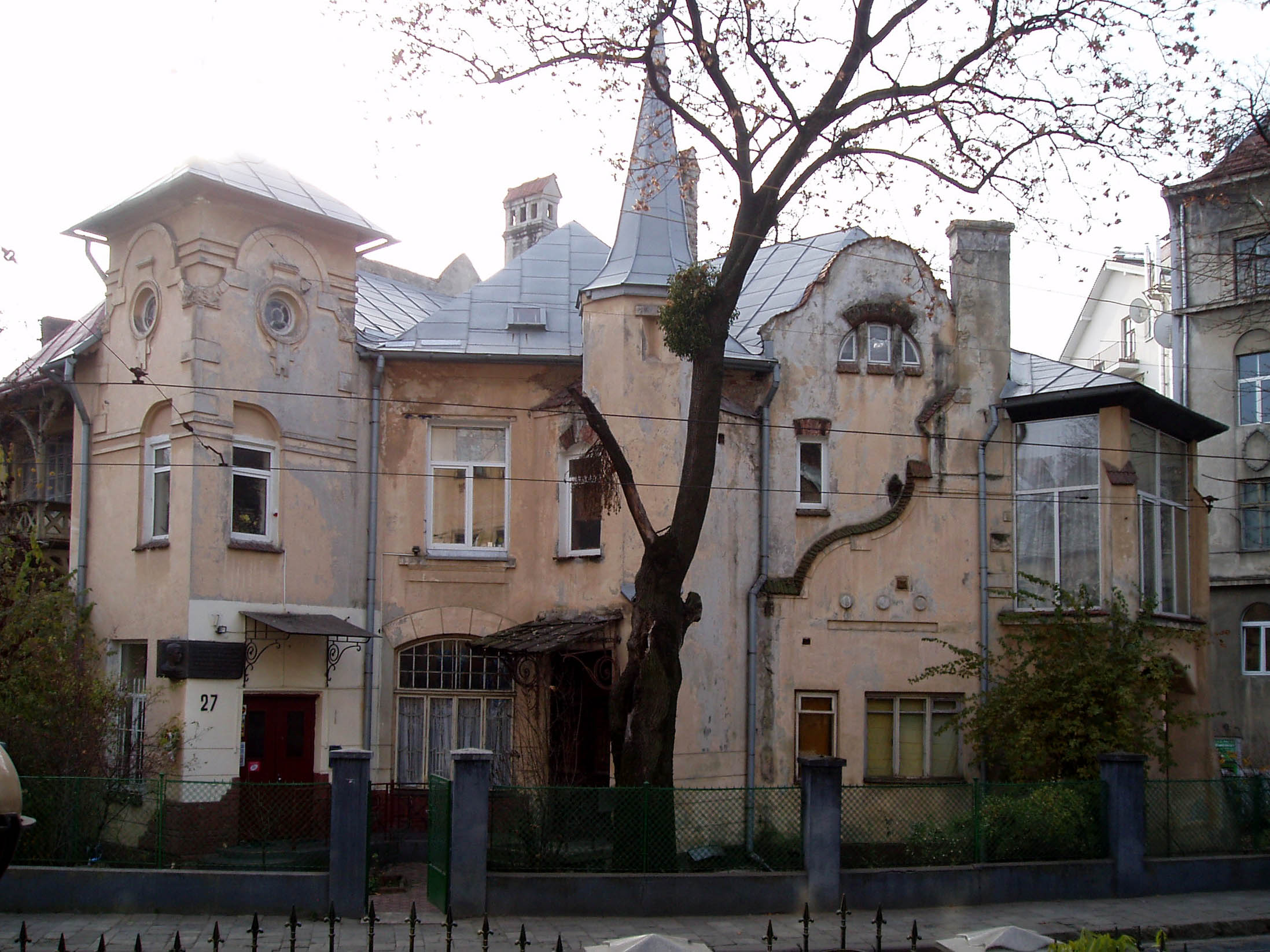
Будинок № 27 на нинішній вулиці Котляревського, де у 1927–1939 роках розміщувалось консульство СРСР

Консульство СРСР у Львові (1927—1939) — радянське дипломатичне представництво консульського відділу Наркомату закордонних справ СРСР на землях Західної України у складі Польщі. Було відкрито у серпні 1927 року за адресою вул. Набеляка, 27 (нині вул. Котляревського).
Консульство було засновано за ініціативи діячів УСРР націонал-комуністів Юрія Коцюбинського, Миколи Скрипника, Олександра Шумського. Сприяло розширенню економічних, наукових та культурних зв'язків, захисту прав громадян СРСР; вирішувано питання про тимчасові поїздки і виїзд до СРСР з наданням радянського громадянства мешканцям західноукраїнських земель, здійснювало видачу паспортів, віз, актів громадянського стану, збір інформації про економічний і політичний стан у Польщі; поширювало інформацію про життя в СРСР; після 1933 року займалося здебільшого збором інформації про військово-політичний стан у Польщі, діяльність українських громадських та політичних організацій.

## Перший період (1927—1933)
На першому етапі діяльності (1927—1933) зусиллями консулів Семена Кириченка, Юрія Лапчинського та Григорія Радченка сприяло розвитку економічних і культурних зв'язків з УСРР. Через консульство частково фінансувалися Наукове товариство імені Шевченка у Львові (12 тис. дол. щорічно), українське шкільництво (77 тис. дол.), радянофільські видання «Сельроб», «Світло», «Культура», видавалися пенсії Ользі Кобилянській, Василеві Стефанику, вдові Івана Франка — Ольга Хоружинській, виплати академікам Михайлові Возняку, Філарету Колессі, Кирилові Студинському, Василеві Щурату, гонорари, видані західно-українським авторам за твори, опубліковані в СРСР. Унаслідок голодомору 1932–1933 років в УСРР, сталінських репресій і терору в Україні на початку 1930-х років виїзди до СРСР майже припиняються (1936 року — близько 25 заяв), згортається культурний обмін.
Першим консулом був Семен Кириченко — партійний функціонер нижчої ланки, сільський учитель за освітою, родом із Полтавщини. Він був далекий від дипломатичного етикету, тому консульство жило ізольованим життям. У 1928 році Семен Кириченко був відкликаний через інтерв'ю кореспондентові щоденної львівської газети «Слово Польське». Описуючи прекрасне життя в СРСР, він заохочував польських інженерів мігрувати туди, а наприкінці додав, що не цікавиться українцями («людністю руською»).
Після нього консульство очолив Юрій Лапчинський екссекретар Всеукраїнського Центрального Виконавчого Комітету. За нього консульство зажило звичним для відкритої дипломатії життям: пресконференція, зустрічі з діячами науки та культури, презентації тощо. Встановивши приязні стосунки з українською інтелігенцією, новий консул сприяв поїздкам українських істориків, літераторів і музикантів до Харкова та Києва. В 1929 року Львів відвідав нарком освіти УРСР Микола Скрипник. Лапчинський навіть спланував інтригу проти головного редактора «Літературно-наукового вісника» Дмитра Донцова, відомого ідеолога українського націоналізму, і пробував домогтися більшовизації ЛНВ.
21 листопада 1929 під час демонстрацій львівських студентів проти репресій на радянській Україні у вікна консульства вперше полетіло каміння. Відтоді це стало традицією. Москва відкликала Юрія Лапчинського 1930 року через його відкритий лист до української інтелігенції про так званий процес Спілки визволення України: його спроби виправдати своїх хазяїв викликали серед львів'ян велике обурення. 1937 року Юрій Лапчинський закінчив життя у нетрях ГУЛАГу.
Наступним керівником консульства СРСР у Львові був Григорій Радченко, колишній український соціал-демократ. Григорій Радченко підтримував контакти з українською інтелігенцією. Його світлини можна побачити в спогадах Лариси Крушельницької «Рубали ліс» (2001): стилізований під сільського дядька високий і гладкий чоловік у підперезаній поясом вишитій сорочці та юхтових чоботях. Григорія Радченка відкликали до Москви відразу після самогубства Миколи Стронського. Невдовзі він також загинув у ГУЛАГу.
21 жовтня 1933 року на знак протесту проти Голодомору в Україні в 1932—33 роках член ОУН Микола Лемик застрелив секретаря консульства Олексія Майлова (радянського розвідника).

## Другий період (1934–1939)
У подальші роки наступні консули Петро Світнєв, Анатолій Клімов та Єлисей Синіцин (працівник зовнішньополітичної розвідки НКВД СРСР) займалися здебільшого збором інформації про військово-політичний стан у Польщі, діяльність українських громадських та політичних організацій і їхніх діячів, які стали у 1939–1941 роках об'єктом репресій.
Після відкликання Григорія Радченка та вбивства Олексія Майлова консульство СРСР у Львові, хоча й отримало ранг генерального, знову повернулася до дипломатичного стилю, кваліфікованого як splendid isolation. Радянські дипломати підтримували деякі контакти лише зі своїми чехословацькими та французькими колегами (хоча напередодні Другої світової війни у Львові діяло 16 іноземних представництв). Після 1933 року вони відмовилися навіть від традиції дипломатичного рауту на честь річниці Жовтневого перевороту 1917 року. Лише 1937 року знову відбувся урочистий прийом, на якому були дипломати інших країн, високопоставлені представники польської влади й інтелігенція.
За даними Кіма Науменка, якщо 1928 року радянське консульство задовольнило 116 із поданих 538 заяв про виїзд і видало 24 візи на 113 охочих відвідати СРСР, то 1938-го не видало жодного дозволу на постійне проживання (було 44 охочих) і видало лише три візи для тимчасових поїздок (18 охочих).
На початку 1939 року Москва відкликала консула Анатолія Клімова додому. Оскільки замість нього не приїхав ніхто, а секретар П. Зяблов підготував документи консульства для передачі до архіву Наркомату закордонних справ, можна припустити, що Москва планувала закрити своє львівське представництво. Серед документів радянського консулату у Львові, які тепер зберігають в архіві Міністерства закордонних справ Російської Федерації, хронологічно останнім є повідомлення віцеконсула В. Синіцина про бомбардування Львова німецькою авіацією та про настрої мешканців міста за 9 вересня 1939 року.
22 вересня 1939 року до Львова вступили війська 6-ї радянської армії. Серед тих, хто їх вітав на вулицях міста, були також працівники генерального консульства СРСР.
Консульство припинило діяльність у зв'язку з приєднанням Західної України до УРСР.

## Консули СРСР у Львові
- Кириченко Семен Трифонович  (1926—1928)
- Лапчинський Юрій Федорович (1928—1930)
- Радченко Григорій Павлович (1930—1933)
- Світнєв Петро Трохимович (1934—1936)
- Клімов Анатолій Якович (1937—1939)
- Синіцин Єлисей Тихонович (1939)